# Skeiðará
El Skeiðará es un río glaciar de Islandia relativamente corto, de unos 30 kilómetros. Nace en el glaciar Skeiðarárjökull, uno de los brazos del Vatnajökull. Se encuentra en el municipio de Hornafjörður al sur del país, en la región de Austurland.
En frente del Parque nacional Skaftafell, el río Skeiðará ha formado una planicie negra de arena de lava y cenizas denominada Skeiðarár Sandur y atravesada por numerosos riachuelos que cubren el área completa entre el parque y el mar (entre 40 km de longitud y de 5 a 10 km de ancho).

## Avalanchas
El Skeiðará es conocido por sus avalanchas. La última tuvo lugar en 1996 y destruyó parte de la Ruta 1. El puente de 880 metros de longitud fue destruido por el hielo, que en ocasiones llegó a superar el tamaño de una casa. Desde la cumbre de dicha avalancha bajaron un total de 45.000 m³ de agua por segundo. Ninguna persona resultó herida, gracias a la prevención y monitoreo del volcán Grímsvötn, en Vatnajökull, causante de dicha avalancha debido a una erupción.